# Steindorf am Ossiacher See
Steindorf am Ossiacher See is een gemeente in de Oostenrijkse deelstaat Karinthië, en maakt deel uit van het district Feldkirchen.
Steindorf am Ossiacher See telt 3623 inwoners en bestaat uit de kernen Bodensdorf, Steindorf, Sankt Urban en Tiffen.
Het gemeentehuis bevindt zich in Bodensdorf.

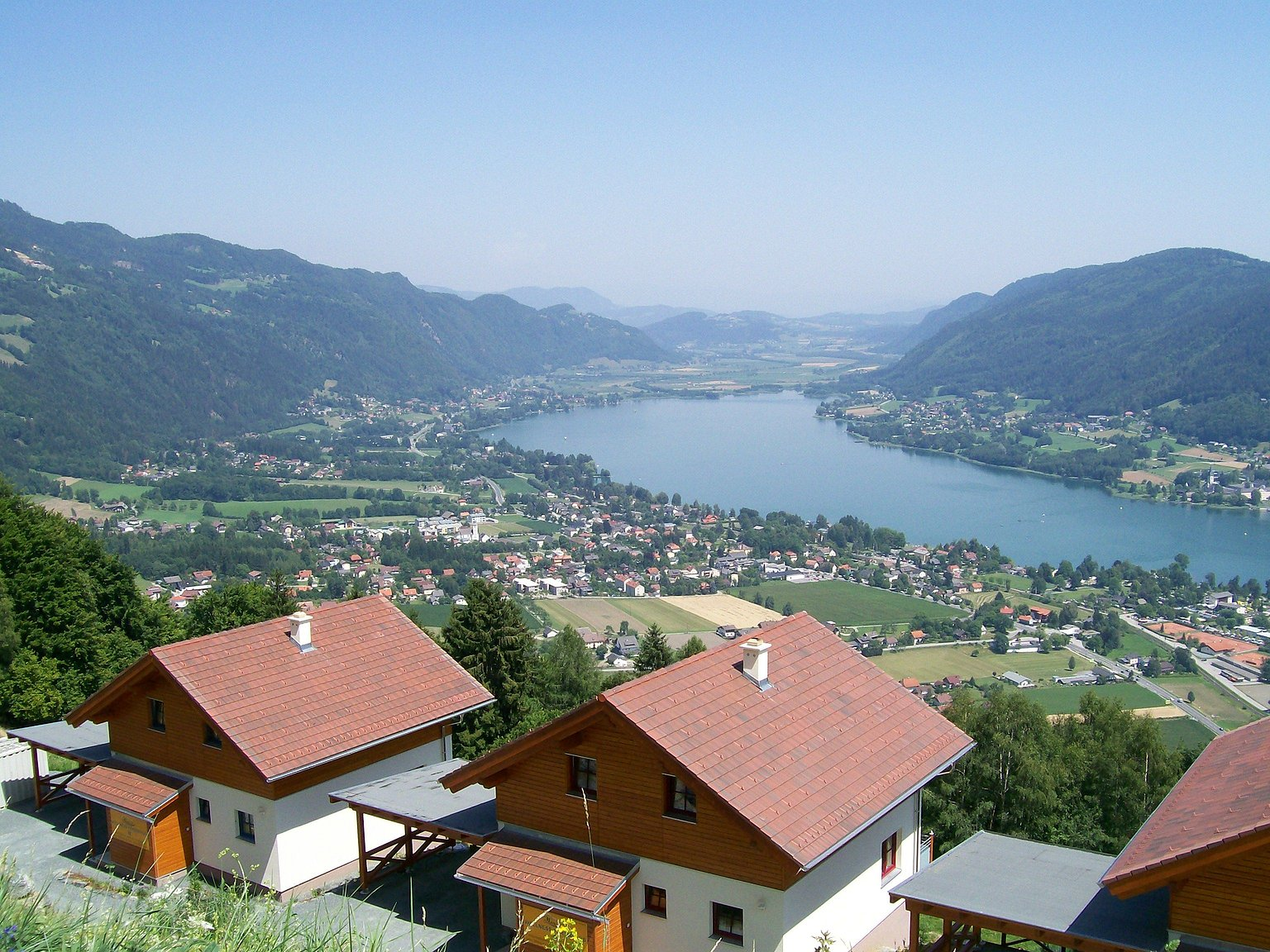
Zicht op Bodensdorf en de Ossiacher See

Albeck · Feldkirchen · Glanegg · Gnesau · Himmelberg · Ossiach · Reichenau · Sankt Urban · Steindorf am Ossiacher See · Steuerberg
- Gemeinsame Normdatei: 4431351-2
- Library of Congress Control Number: no99046681
- Nationale Bibliotheek van Israël: 987007496675505171
- Virtual International Authority File: 129328984